# Рудня (Сосницька селищна громада)
Ру́дня — село в Україні, у Сосницькій селищній громаді Корюківського району Чернігівської області. Населення становить 261 осіб. До 2020 орган місцевого самоврядування — Козляницька сільська рада.

## Історія
Село Рудня - продовження села Козляничі понад р. Убідь. За дослідженням Володимира Гузія місцева рудня (болото Жужель) відома ще за поляків 1639 р. Пізніше рудня згадується в переписі 1666 р. – виробляли заліза на 50 рублів за рік. На початку 18 ст. - 12 дворів, 2 млини, шинок, дім бунчукового товариша Савича. Входило до складу Сосницького полку.
За списками 1892 року - Рудня д. (Яжбурова Рудня) Авдіївської волості Сосницького повіту, 63 двори, 408 мешканців.
За переписом 1897 р.- 65 дворів, 458 жителів. Заноситься забудова часто піском із яру. 
Зараз діє туристичний комплекс «Перлина Полісся».
Кутки – Гора, Низ, Замостя, урочища – Перемил (давнє місто втікачів від татар на Волині) .
12 червня 2020 року, відповідно до розпорядження Кабінету Міністрів України № 730-р «Про визначення адміністративних центрів та затвердження територій територіальних громад Чернігівської області», увійшло до складу Сосницької селищної громади.
19 липня 2020 року, в результаті адміністративно-територіальної реформи та ліквідації Сосницького району, увійшло до складу Корюківського району Чернігівської області.

## Населення

### Мова
Розподіл населення за рідною мовою за даними перепису 2001 року:
| Мова       | Кількість | Відсоток |
| ---------- | --------- | -------- |
| українська | 258       | 98.85%   |
| російська  | 3         | 1.15%    |
| Усього     | 261       | 100%     |